# Залесное (Пензенская область)
Залесное — село Каменского района Пензенской области России, входит в состав Каменского сельсовета.

## География
Расположено близ береги реки Малый Атмис в 18 км на юг от райцентра города Каменки.

## История
Поселено в 1710—1717 гг. помещиком И. Обалдуевым в составе Завального стана Пензенского уезда. В 1719 году — за капитаном Данилой Калистратовичем Пестровым, который привез в д. Абалдуевку 52 крестьянина. С 1780 г. — в составе Чембарского уезда Пензенской губернии. В 1782 году — село Никольское, Оболдуевка тож, и д. Красные Станы Надежды, Алексея, Василия Михайловых детей Владыкиных (вычеркнуто: Анны Ивановны Миротворцевой), 154 двора, всей дачи — 6958 десятин, в том числе усадебной земли — 92, пашни — 4540, сенных покосов — 1316, леса — 724. Село располагалось на правых сторонах речки Малого Атмиса и её отвершка, на левой стороне оврага Краснощекова и по обе стороны четырёх отвершков Малого Атмиса, из которых на двух — по одному пруду. Церковь Николая Чудотворца и дом господский — деревянные. «Земля — чернозем. Урожай хлеба средствен, а травы — худ. Лес дровяной. Крестьяне на оброке и на пашне». Тогда же в отдельной меже показана «часть села Никольского, Оболдуевка тож, на которой поселением состоит деревня Атмис Анны Ивановны Ниротворцовой», число дворов и жителей и жителей не указано, а всей дачи — 2556 десятин, в том числе усадебной земли — 1, пашни — 359, сенных покосов — 1949, леса — 149; «деревня по берегам двух отвершков речки Малого Атмису», на ней мельница об одном поставе; крестьяне на пашне. В 1816 году — 757 ревизских душ за помещиком А. М. Владыкиным. В середине 19 века в селе 2 церкви и 10 поташных заводов, использовавших лес, растущий вдоль правого берега Малого Атмиса. В 1896 году — с. Абалдуевка (Никольское, Мочалейка), 287 дворов, каменная церковь (построена в 1829 г.) с приделом (особый храм во имя иконы Казанской Богородицы), земская школа (ГАПО, ф. 294, оп. 1, е.хр. 6). В 1911 году — село Троицкой волости Чембарского уезда, одно крестьянское общество, 379 дворов.
С 1928 года село являлось центром сельсовета Каменского района Пензенского округа Средне-Волжской области (с 1939 года — в составе Пензенской области). В 1931, 1939 гг. — центр Абалдуевского сельсовета. Переименовано решением Пензенского облисполкома от 20.02.1952 г. в связи с «неблагозвучностью» старого названия. В мотивации ходатайства назвать село Залесным говорится: «Так как данное село по отношению к городу Каменка находится за лесом». Решение о переименовании подтверждено Указом Президиума Верховного Совета РСФСР от 12.06.1952 г. В 1955 году — село в составе Владыкинского сельсовета, центральная усадьба колхоза имени Жданова. В 1980-е годы в составе Калининского сельсовета. 22 декабря 2010 года Калининский сельсовет был упразднён, село вошло в состав Каменского сельсовета.

## Население
| 1782 | 1816  | 1864  | 1897  | 1912  | 1926  | 1939  |
| ---- | ----- | ----- | ----- | ----- | ----- | ----- |
| 1092 | ↗1614 | ↘1378 | ↗1697 | ↗2160 | ↗2311 | ↘1814 |
| 1959 | 1979  | 1989  | 1996  | 2002  | 2010  |       |
| ↘797 | ↘395  | ↘240  | ↘209  | ↘201  | ↘133  |       |